# Soteska Kali Gandaki
Soteska Kali Gandaki ali Andha Galči je soteska reke Kali Gandaki (ali  Gandaki) v Himalaji v Nepalu.
Zgornji del soteske imenujemo tudi Thak Khola po lokalnem ljudstvu Thakali, ki so postali uspešni v transhimalajski trgovini. Geološko je soteska znotraj strukturnega grabna. Reka Kali Gandaki – 'Črna reka' je dobila svoje ime po barvi vode, ki nosi s seboj naplavine peščenega dna nekdanjega praoceana, pesek gorske puščave, zato je motna in skoraj črne barve. V zimskih mesecih je struga suha, v poletnih mesecih in času monsuna pa se napolni z vodo, dežjem in staljenim snegom.
Soteska ločuje glavna vrhova Dhaulagiri (8167 m) na zahodu in Anapurno (8091 m) na vzhodu. Če globino kanjona merimo z razliko med višino reke in višino najvišjih vrhov na obeh straneh, je soteska najgloblja na svetu. Del reke neposredno med Dhaulagirijem in Anapurno I (7 km dolvodno od Tukučeja) je na nadmorski višini 2520 m, 5571 m nižje od Anapurne I. Ker je tektonska aktivnost dvigala gore, je reka prerezala ta dvig. Ta regija je znana po fosilih školjk amonitov ali (šaligram), ki jih kot enega od petih neživih oblik spoštuje Višnu.
Izvir reke Kali Gandaki sovpada s tibetansko mejo in razvodnico Ganges-Brahmaputra. Reka nato teče proti jugu skozi starodavno kraljestvo Mustang. Teče skozi strm, globok kanjon, neposredno južno od glavnega mesta Mustanga, Lo Manthang, nato pa se razširi, ko se približa Kagbeni, kjer se začnejo zbliževati visoki himalajski grebeni. Reka nadaljuje proti jugu mimo Džomsoma, Marfe in Tukučeja do najglobljega dela soteske, približno 7 km južno od Tukučeja na območju Lete. Soteska se nato razširi mimo Dane in Tatopanija proti Beni. Domačini so večinoma budisti in se ukvarjajo s trgovino, turizmom in kmetijstvom. Leta 1966 so začeli na tem območju v okviru vladnega projekta uvajanja novih kmetijskih kultur saditi plantaže jabolk, s katerimi danes oskrbujejo ves Nepal ter jih razvažajo tudi zunaj meja.
Soteska Kali Gandaki se že stoletja uporablja kot trgovska pot med Indijo in Tibetom. Danes je del priljubljene treking poti od Pokhare do Muktinatha, ki je del Annapurna Circuit. Soteska je znotraj ohranitvenega območja Anapurna.
Prelaz na čelu soteske Kali Gandaki: ime iz 19. stoletja je bilo Kore La, sodobno ime ni znano z gotovostjo. Spodaj je citat iz obiska Sven Hedina k izviru reke Kali Gandaki leta 1904. Poudarja, da je prelaz le 96 m nad južnim bregom Tsangpoa, ko mirno teče nekaj kilometrov severno od Tibeta:

Stojimo na meji med Tibetom in Nepalom. Za nami na severu imamo ravan, ravno zemljišče na južnem bregu Tsangpo. Postavili smo se le 315 metrov od reke do Kore-la, kjer je višina 15292 čevljev ali 4662 metrov nadmorske višine in iz prelaza je dolg spust do Kali Gandak, pritoka Gangesa. S pomočjo kanala, prerezanega skozi Kore-la, bi se lahko Brahmaputra preusmerila v Ganges. Severna Indija potrebuje vodo za namakanje, toda dobiček bi bil morda majhen, saj bi bil Brahmaputra v Assamu toliko manjši, kot bi se  povečal Ganges. Tibet bi se odprl. Nova cesta bi se odprla za vdor v Indijo s severa in zato je v celoti  morda najbolje, da vse zadevne stranke pustijo stvari, kakršne so. Vendar so tukaj navedene spremembe že nekaj časa brez umetne pomoči, ker lovke Kali Gandaka jedo nazaj proti severu v gore veliko hitreje kot je Tsangpo erodnašal svojo dolino. Nekoč ali morda čez sto tisoč let, bo Gangesov sistem razširil svoje lovke na breg Tsangpo, nato pa se bo oblikovala bifurkacija, ki bo sčasoma povzročila popolno revolucijo v sorazmerju obeh rek in njihovih odvodnih območij. 